# فهرست نمایندگان مجلس خبرگان رهبری
فهرست نمایندگان مجلس خبرگان رهبری بر اساس دوره‌ها و همچنین اعضای آن از ابتدا تا کنون.

این مجلس که انتخابات آن هر ۸ سال برگزار می‌گردد از سال ۱۳۶۱ آغاز به کار کرده و تاکنون شش دوره را گذرانده‌است و ۸۸ کرسی دارد؛ به نمایندگان این مجلس خبرگان رهبری می‌گویند.

## فهرست اعضای خبرگان رهبری بر اساس دوره‌ها
- فهرست نمایندگان دوره نخست مجلس خبرگان رهبری
- فهرست نمایندگان دوره دوم مجلس خبرگان رهبری
- فهرست نمایندگان دوره سوم مجلس خبرگان رهبری
- فهرست نمایندگان دوره چهارم مجلس خبرگان رهبری
- فهرست نمایندگان دوره پنجم مجلس خبرگان رهبری
- فهرست نمایندگان دوره ششم مجلس خبرگان رهبری

## فهرست الفبایی اعضای خبرگان رهبری از ابتدا تاکنون
- صادق آملی لاریجانی
- محمدحسین احمدی شاهرودی
- رضا استادی
- علی اسلامی
- علیرضا اسلامیان
- محمد امامی کاشانی
- مختار امینیان
- اسدالله ایمانی
- هادی باریک‌بین
- محمدباقر باقری کنی
- مرتضی بنی‌فضل
- محمد بهرامی خوشکار
- احمد بهشتی
- محمدتقی پورمحمدی
- سید صابر جباری
- سید هاشم لطفی مهروئیه
- احمد جنتی
- محی‌الدین حائری شیرازی
- سید هاشم حسینی بوشهری
- سید عبدالهادی حسینی شاهرودی
- محسن حیدری آل‌کثیر
- سید احمد خاتمی
- عبدالرحمان خدایی
- سید محسن خرازی
- ابوالقاسم خزعلی
- قربانعلی دری نجف‌آبادی
- سید علی‌اصغر دستغیب
- سید علی‌محمد دستغیب
- سید ابراهیم رئیسی
- علی رازینی
- محمدمهدی ربانی املشی
- رضا رمضانی
- حسن روحانی
- هادی روحانی
- محمدحسین زرندی
- علی‌احمد سلامی
- عباسعلی سلیمانی
- سیدابراهیم سیدحاتمی
- سید محمد شاه‌چراغی
- سید محمدنقی شاهرخی
- حسن شریعتی نیاسر
- سید علی شفیعی
- محمد شیخ‌الاسلام
- سید حبیب‌الله طاهری گرگانی
- سید مجتبی طاهری
- سید حسن طاهری خرم‌آبادی
- سید یوسف طباطبایی‌نژاد
- نورالله طبرسی
- غیاث‌الدین طه‌محمدی
- حسن عالمی
- سید حسن عاملی
- عبدالمحمود عبداللهی
- سید محمود علوی
- محی الدین فاضل هرندی
- محمدرضا فاکر
- علی فلاحیان
- محمد فیضی
- زین‌العابدین قربانی
- سید اکبر قره‌باغی (غفاری)
- سید علی‌اکبر قرشی
- محسن قمی
- محسن کازرونی
- عباس کعبی
- محسن مجتهد شبستری
- حسام‌الدین مجتهدی
- احمد محسنی گرکانی
- عباس محفوظی
- محمد محمدی گیلانی
- سید محمدحسن مرعشی شوشتری
- علی‌اکبر مشکینی
- محمدتقی مصباح یزدی
- علی‌اصغر معصومی
- علی معلمی
- مرتضی مقتدایی
- سید کرامت‌الله ملک‌حسینی
- احمد مبلغی
- حسن ممدوحی
- محمدعلی موحدی کرمانی
- سید محمدعلی موسوی جزایری
- سید ابوالحسن مهدوی
- محمدرضا مهدوی کنی
- حبیب‌الله مهمان نواز
- سید ابوالفضل میرمحمدی
- محمد مؤمن
- غلامعلی نعیم‌آبادی
- حسن نمازی
- عبدالنبی نمازی
- سید کاظم نورمفیدی
- عباس واعظ طبسی
- سید محمد واعظ موسوی
- محمدتقی واعظی
- ابوالقاسم وافی یزدی
- هاشم هاشم‌زاده هریسی
- اکبر هاشمی رفسنجانی
- سید محمود هاشمی شاهرودی
- محمد یزدی

## پی‌نوشت‌ها و منابع
- «اعضای مجلس خبرگان رهبری». دبیرخانه مجلس ح\خبرگان رهبری. دریافت‌شده در ۱۳ اردیبهشت ۱۳۹۳.
- پرسابقه‌ترین اعضای مجلس خبرگان را بشناسید/۸ چهره‌ای که چهار دوره است عضو هستند و بار دیگر نامزد شدند خبرآنلاین